# UFC Fight Night: Błachowicz vs. Jacaré
UFC Fight Night: Błachowicz vs. Jacaré (também conhecido como UFC Fight Night 164 e UFC on ESPN+ 22) foi um evento de MMA produzido pelo Ultimate Fighting Championship no dia 16 de novembro de 2019, no Ginásio do Ibirapuera, em São Paulo, Brasil.

## Background
O duelo nos meio-pesados entre o ex-campeão dos meio-pesados do KSW Jan Błachowicz e o ex-campeão dos médios do Strikeforce Ronaldo Souza serviu de luta principal da noite.
O duelo nos meio-pesados entre Antônio Rogério Nogueira e Trevor Smith estava programado para este evento. Porém, Nogueira saiu do card devido a uma lesão, resultando no cancelamento da luta. Smith agora é esperado para enfrentar Makhmud Muradov no UFC on ESPN: Overeem vs. Rozenstruik.
Leah Letson era esperada pra enfrentar Duda Santana. Entretanto, Letson foi removida do card em setembro por razões desconhecida e foi substituída pela estreante Tracy Cortez. Porém, Santana foi retirada da luta e substituída por Vanessa Melo.
Kevin Holland era esperado para enfrentar o estreante Antonio Arroyo no evento. Contudo, a organização preferiu retirar Holland do duelo devido a sua luta ter acontecido há um mês antes no UFC on ESPN: Reyes vs. Weidman. Por sua vez, Trevin Giles e Alessio Di Chirico foram anunciados como novos adversários de Arroyo. No entanto, Arroyo acabou enfrentando o estreante Andre Muniz.
O duelo nos médios entre Markus Perez e Jack Marshman estava programado para o evento. Porém, Marshman saiu do card por razões desconhecidas e foi substituído por Wellington Turman.
Sam Alvey era esperado para enfrentar o ex-campeão dos meio-pesados Mauricio Rua no evento. Entretanto, Alvey foi removido do card em 25 de outubro por ter fraturado a mão. Par seu lugar, foi chamado Paul Craig.
O duelo nos moscas femininos entre a ex-campeã peso mosca do KSW Ariane Lipski e Priscila Cachoeira era esperado para o evento. Entretanto, Cachoeira testou positivo no doping para uso de diurético e foi removida do card, sendo substituída por Veronica Macedo. Por sua vez, Macedo não foi habilitada para competir pela CABMMA por precisar realizar um corte de peso muito grande e foi substituída pela estreante Isabella de Pádua. Nas pesagens, Isabella pesou 130.5 libras (59,2kg) ficando 4.5 libras acima do limite da categoria dos moscas de 126 libras (57,1kg) em lutas que não valem o cinturão. Como resultado, Isabella perdeu 30% da bolsa que foram para sua adversária.
Nas pesagens, Tracy Cortez e sua oponente Vanessa Melo não bateram o peso. Cortez e Melo pesaram 136.5 libras (61,9kg) ficando 0.5 libras acima do limite da categoria dos galos de 136 libras (61,7kg) em duelos que não valem o cinturão. No entanto, no mesmo dia, o diretor executivo da CABMMA, Cristiano Sampaio anunciou que houve um erro na escala durante a pesagem das mesmas. Com isso, Cortez e Melo foram declaradas que estavam no peso corretamente e o duelo prosseguiu na categoria dos galos.

## Resultados
Nota 1 Isabella de Pádua teve um ponto reduzido no segundo round devido a uma pedalada ilegal. 

## Bônus da Noite
Os lutadores receberam $50.000 de bônus:
- Luta da Noite: Nenhum
- Performance da Noite:  Charles Oliveira,  James Krause,  Ricardo Ramos e  Randy Brown

## Ligações Externas
1. ↑  Nota 1